# Onthophagus personatus
Onthophagus personatus là một loài bọ cánh cứng trong họ Bọ hung (Scarabaeidae).